# Olympische Sommerspiele 2008/Schwimmen – 100 m Rücken (Frauen)
Der Wettbewerb über 100 Meter Rücken der Frauen bei den Olympischen Spielen 2008 in Peking wurde vom 10. bis 12. August 2008 im Nationalen Schwimmzentrum Peking ausgetragen. 48 Athletinnen nahmen daran teil. 
Es fanden sieben Vorläufe statt. Die 16 schnellsten Schwimmerinnen aller Vorläufe qualifizierten sich für die zwei Halbfinals, die am nächsten Tag ausgetragen wurden. Für das Finale qualifizierten sich die acht zeitschnellsten Schwimmerinnen beider Halbfinals.

## Rekorde
Vor Beginn der Olympischen Spiele waren folgende Rekorde gültig.
| Weltrekord         | Natalie Coughlin ( Vereinigte Staaten) | 58,97 s | Omaha, Vereinigte Staaten | 1. Juli 2008    |
| Olympischer Rekord | Natalie Coughlin ( Vereinigte Staaten) | 59,68 s | Athen, Griechenland       | 21. August 2004 |

Während der Olympischen Spiele wurde folgender Rekord gebrochen:
| Weltrekord         | Kirsty Coventry | 58,77 s | Peking, Volksrepublik China | 11. August 2008 |
| Olympischer Rekord | Kirsty Coventry | 58,77 s | Peking, Volksrepublik China | 11. August 2008 |

## Titelträger
| Olympiasiegerin | Natalie Coughlin ( Vereinigte Staaten) | 1:00,37 min | Athen 2004     |
| Weltmeisterin   | Natalie Coughlin ( Vereinigte Staaten) | 59,44 s     | Melbourne 2007 |
| Europameisterin | Anastassija Sujewa ( Russland)         | 59,41 s     | Eindhoven 2008 |

## Vorlauf

### Vorlauf 1
| Platz | Name            | Nation   | Zeit        | Anmerkung |
| ----- | --------------- | -------- | ----------- | --------- |
| 1     | Kiera Aitken    | Bermuda  | 1:02,62 min |           |
| 2     | María Báez      | Paraguay | 1:05,39 min |           |
| 3     | Christie Bodden | Panama   | 1:07,18 min |           |

### Vorlauf 2
| Platz | Name               | Nation     | Zeit        | Anmerkung |
| ----- | ------------------ | ---------- | ----------- | --------- |
| 1     | Zuzanna Mazurek    | Polen      | 1:02,77 min |           |
| 2     | Gisela Morales     | Guatemala  | 1:02,92 min |           |
| 3     | Marica Stražmešter | Serbien    | 1:03,56 min |           |
| 4     | Erin Volcán        | Venezuela  | 1:03,90 min |           |
| 5     | Kim Yu-yeon        | Südkorea   | 1:04,63 min |           |
| 6     | Jekaterina Rudenko | Kasachstan | 1:04,85 min |           |

### Vorlauf 3
| Platz | Name              | Nation     | Zeit        | Anmerkung |
| ----- | ----------------- | ---------- | ----------- | --------- |
| 1     | Carolina Colorado | Kolumbien  | 1:01,19 min |           |
| 2     | Anna Gostomelsky  | Israel     | 1:01,87 min |           |
| 3     | Sarah Sjöström    | Schweden   | 1:02,38 min |           |
| 4     | Alana Dillette    | Bahamas    | 1:02,56 min |           |
| 5     | Sherry Tsai       | Hongkong   | 1:02,68 min |           |
| 6     | Fernanda González | Mexiko     | 1:02,76 min |           |
| 7     | Petra Klosová     | Tschechien | 1:03,36 min |           |
| 8     | Sarah Bateman     | Island     | 1:03,82 min |           |

### Vorlauf 4
| Platz | Name                | Nation     | Zeit        | Anmerkung |
| ----- | ------------------- | ---------- | ----------- | --------- |
| 1     | Julia Wilkinson     | Kanada     | 1:00,38 min |           |
| 2     | Melissa Ingram      | Neuseeland | 1:01,24 min |           |
| 3     | Romina Armellini    | Italien    | 1:02,21 min |           |
| 3     | Anja Čarman         | Slowenien  | 1:02,21 min |           |
| 5     | Merche Peris        | Spanien    | 1:02,30 min |           |
| 6     | Hanna-Maria Seppälä | Finnland   | 1:02,39 min |           |
| 7     | Aisling Cooney      | Irland     | 1:02,50 min |           |
| 8     | Swjatlana Chachlowa | Belarus    | DNS         |           |

### Vorlauf 5
| Platz | Name                | Nation         | Zeit        | Anmerkung |
| ----- | ------------------- | -------------- | ----------- | --------- |
| 1     | Anastassija Sujewa  | Russland       | 59,61 s     | OR        |
| 2     | Emily Seebohm       | Australien     | 1:00,27 min |           |
| 3     | Antje Buschschulte  | Deutschland    | 1:00,48 min |           |
| 4     | Elizabeth Simmonds  | Großbritannien | 1:00,53 min |           |
| 5     | Nina Schiwanewskaja | Spanien        | 1:00,54 min |           |
| 6     | Sophie Edington     | Australien     | 1:00,65 min |           |
| 7     | Xu Tianlongzi       | China          | 1:00,82 min |           |
| 8     | Kateryna Subkowa    | Ukraine        | 1:01,25 min |           |

### Vorlauf 6
| Platz | Name                | Nation             | Zeit        | Anmerkung |
| ----- | ------------------- | ------------------ | ----------- | --------- |
| 1     | Reiko Nakamura      | Japan              | 59,36 s     | OR        |
| 2     | Laure Manaudou      | Frankreich         | 1:00,09 min |           |
| 3     | Margaret Hoelzer    | Vereinigte Staaten | 1:00,13 min |           |
| 4     | Hanae Itō           | Japan              | 1:00,16 min |           |
| 5     | Xenija Moskwina     | Russland           | 1:00,70 min |           |
| 6     | Sanja Jovanović     | Kroatien           | 1:01,30 min |           |
| 7     | Iryna Amschennikowa | Ukraine            | 1:02,85 min |           |
| 8     | Christin Zenner     | Deutschland        | 1:03,87 min |           |

### Vorlauf 7
| Platz | Name             | Nation             | Zeit        | Anmerkung |
| ----- | ---------------- | ------------------ | ----------- | --------- |
| 1     | Kirsty Coventry  | Simbabwe           | 59,00 s     | OR        |
| 2     | Natalie Coughlin | Vereinigte Staaten | 59,69 s     |           |
| 3     | Gemma Spofforth  | Großbritannien     | 1:00,11 min |           |
| 4     | Elizabeth Coster | Neuseeland         | 1:00,66 min |           |
| 5     | Fabiola Molina   | Brasilien          | 1:01,00 min |           |
| 6     | Alexianne Castel | Frankreich         | 1:01,44 min |           |
| 7     | Nikolett Szepesi | Ungarn             | 1:01,77 min |           |
| 8     | Zhao Jing        | China              | DQ          |           |

## Halbfinale

### Lauf 1
| Platz | Name               | Nation             | Zeit        | Anmerkung |
| ----- | ------------------ | ------------------ | ----------- | --------- |
| 1     | Natalie Coughlin   | Vereinigte Staaten | 59,43 s     |           |
| 2     | Reiko Nakamura     | Japan              | 59,64 s     |           |
| 3     | Gemma Spofforth    | Großbritannien     | 59,79 s     |           |
| 4     | Hanae Itō          | Japan              | 1:00,13 min |           |
| 5     | Elizabeth Simmonds | Großbritannien     | 1:00,39 min |           |
| 6     | Julia Wilkinson    | Kanada             | 1:00,60 min |           |
| 7     | Sophie Edington    | Australien         | 1:01,05 min |           |
| 8     | Xenija Moskwina    | Russland           | 1:01,06 min |           |

### Lauf 2
| Platz | Name                | Nation             | Zeit        | Anmerkung |
| ----- | ------------------- | ------------------ | ----------- | --------- |
| 1     | Kirsty Coventry     | Simbabwe           | 58,77 s     | WR OR     |
| 2     | Anastassija Sujewa  | Russland           | 59,77 s     |           |
| 3     | Margaret Hoelzer    | Vereinigte Staaten | 59,84 s     |           |
| 4     | Laure Manaudou      | Frankreich         | 1:00,19 min |           |
| 5     | Emily Seebohm       | Australien         | 1:00,31 min |           |
| 6     | Nina Schiwanewskaja | Spanien            | 1:00,50 min |           |
| 7     | Antje Buschschulte  | Deutschland        | 1:01,15 min |           |
| 8     | Elizabeth Coster    | Neuseeland         | 1:01,45 min |           |

## Finale
| Platz | Name               | Nation             | Zeit        | Anmerkung |
| ----- | ------------------ | ------------------ | ----------- | --------- |
| 1     | Natalie Coughlin   | Vereinigte Staaten | 58,96 s     |           |
| 2     | Kirsty Coventry    | Simbabwe           | 59,19 s     |           |
| 3     | Margaret Hoelzer   | Vereinigte Staaten | 59,34 s     |           |
| 4     | Gemma Spofforth    | Großbritannien     | 59,38 s     |           |
| 5     | Anastassija Sujewa | Russland           | 59,40 s     |           |
| 6     | Reiko Nakamura     | Japan              | 59,72 s     |           |
| 7     | Laure Manaudou     | Frankreich         | 1:00,10 min |           |
| 8     | Hanae Itō          | Japan              | 1:00,18 min |           |